# Cité-jardin
Pour les articles homonymes, voir Garden City.

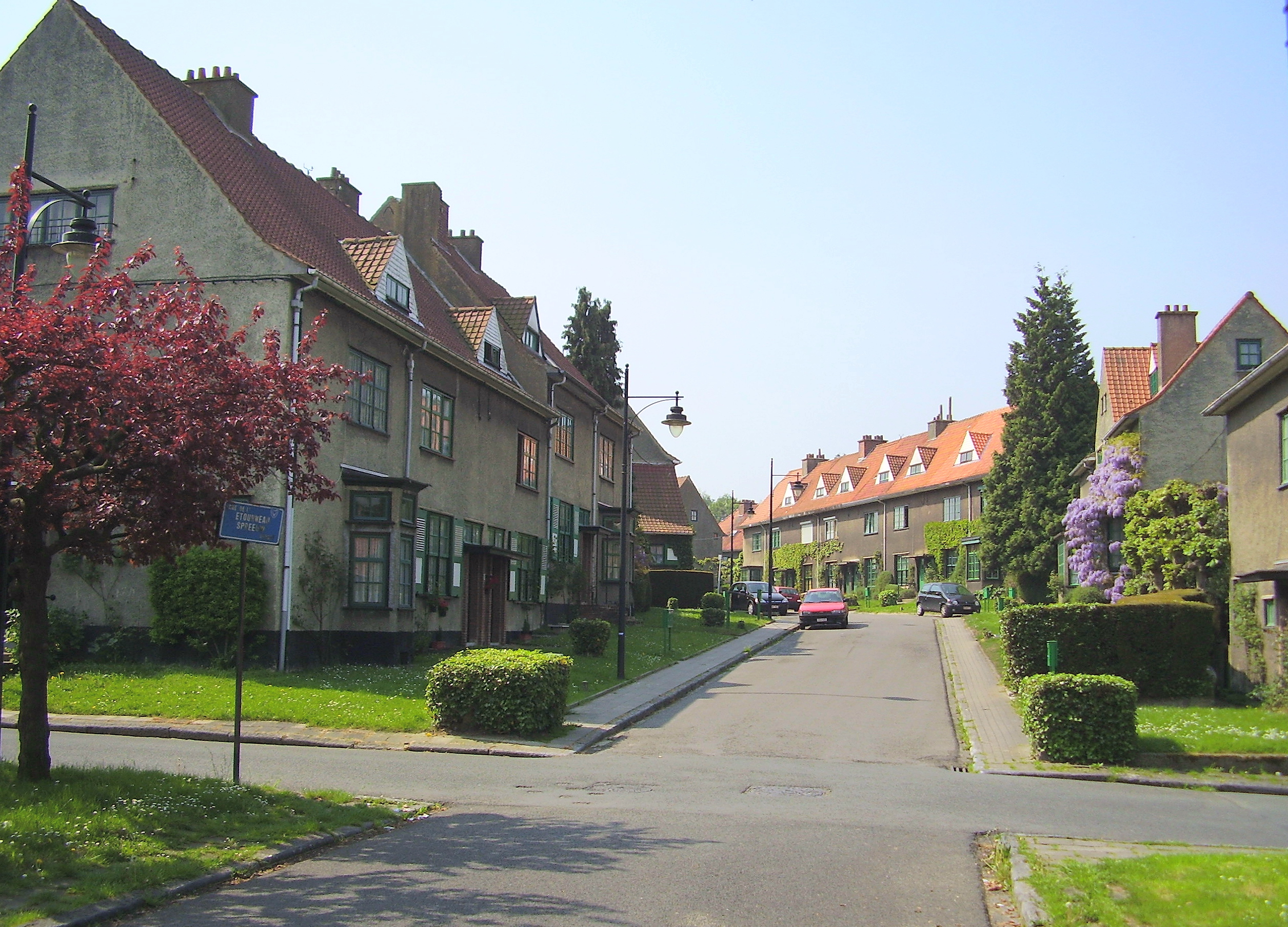
Cité-jardin Le Logis, Watermael-Boitsfort (Bruxelles).

La cité-jardin est un concept théorisé par l'urbaniste britannique Ebenezer Howard en 1898, dans son livre To-morrow : A peaceful path to real reform. C'est une manière de penser la ville qui s'oppose à la ville industrielle polluée et dont on ne contrôle plus le développement pendant la révolution industrielle et qui s'oppose également à la campagne (considérée comme trop loin des villes). Son concept est mis en application par Raymond Unwin dans la réalisation des villes de Letchworth Garden City et de Welwyn Garden City, au nord de Londres, ainsi que d'une « banlieue-jardin » immédiatement au nord du quartier londonien de Hampstead, baptisée Hampstead Garden Suburb. Puis le modèle se répand un peu partout dans le monde.

## Le concept initial
En 1898, Ebenezer Howard fait paraître son ouvrage To-morrow : A Peaceful Path to Real Reform (Demain, une vraie réforme par une voie pacifique) dans lequel il décrit son concept de cité-jardin. Son projet est une critique directe de la concentration du système capitaliste anglais. Il s'inspire pour cela d'expériences urbanistiques patronales anglaises réalisées par des industriels novateurs, tels que William Lever, créateur de Port Sunlight fondée en 1888 à proximité de Liverpool ou  George Cadbury, créateur de Bournville, dans la banlieue de Birmingham, dans les années 1890.

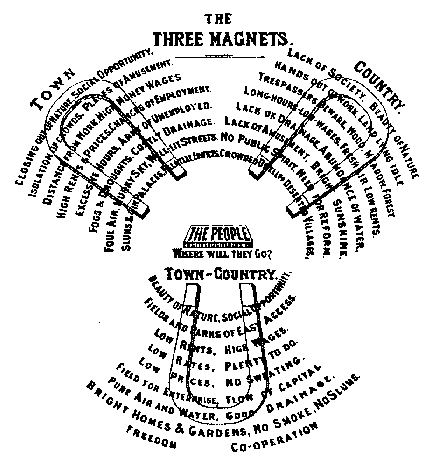
Diagramme des trois aimants d'Ebenezer Howard qui représente comment la
cité-jardin associe les avantages de la ville et de la campagne sans les désagréments des deux.

La cité-jardin de Howard est définie par les principaux points suivants :
- une maîtrise publique du foncier (ce dernier appartient à la municipalité afin d'éviter la spéculation financière sur la terre) ;
- la présence d'une ceinture agricole autour de la ville (pour l'alimenter en denrées) ;
- une densité relativement faible du bâti (environ 30 logements à l'hectare, bien que ce point ne soit jamais mentionné, mais seulement déduit) ;
- la présence d'équipements publics situés au centre de la ville (parcs, galeries de commerces, lieux culturels) ;
- la maîtrise des actions des entrepreneurs économiques sur l'espace urbain : Howard est un partisan de la liberté d'entreprendre tant que l'activité ne nuit pas à l'intérêt collectif. L'installation d'une entreprise est soumise à la validation des habitants.

À terme, la cité-jardin ne devait pas rester un élément solitaire, mais devait faire partie d'un réseau plus large constitué de cités-jardins identiques de 30 000 habitants sur 2400 hectares, elles-mêmes situées autour d'une cité-jardin plus grande d'environ 58 000 habitants. L'ensemble étant relié par un réseau ferré dense.
Dès 1903, Howard cherche à mettre en application ses principes urbanistiques, en réalisant la cité-jardin de Letchworth Garden City, à 60 km au nord de Londres, ville dont les plans seront réalisés par Barry Parker et Raymond Unwin. En 1919, il renouvelle l'expérience et crée Welwyn Garden City, d'après les plans de Louis de Soissons.
L'idée de décentralisation sera reprise au cours des années d'après-guerre comme base théorique du plan de développement du Grand Londres. De même, la réalisation des villes nouvelles autour de Paris ou de Lille sera fondée sur ce principe.
En dehors des réalisations effectuées en Angleterre, aucune autre ne reprendra le concept dans son intégralité. C'est ainsi que l'on qualifiera, par erreur, de cité-jardin, toutes les réalisations urbaines mariant construction et nature.

## Les cités-jardins en France

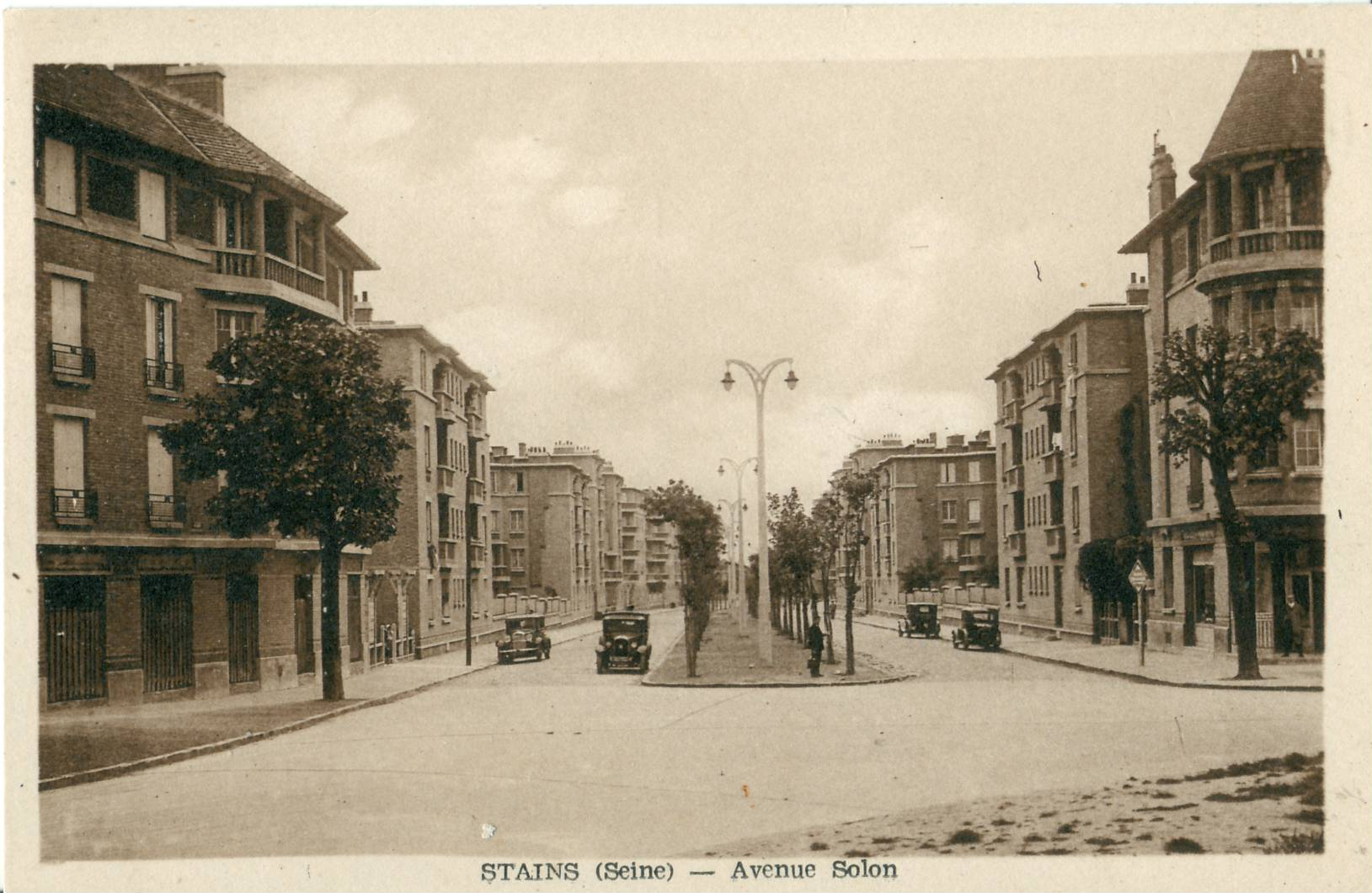
La cité-jardin de Stains.

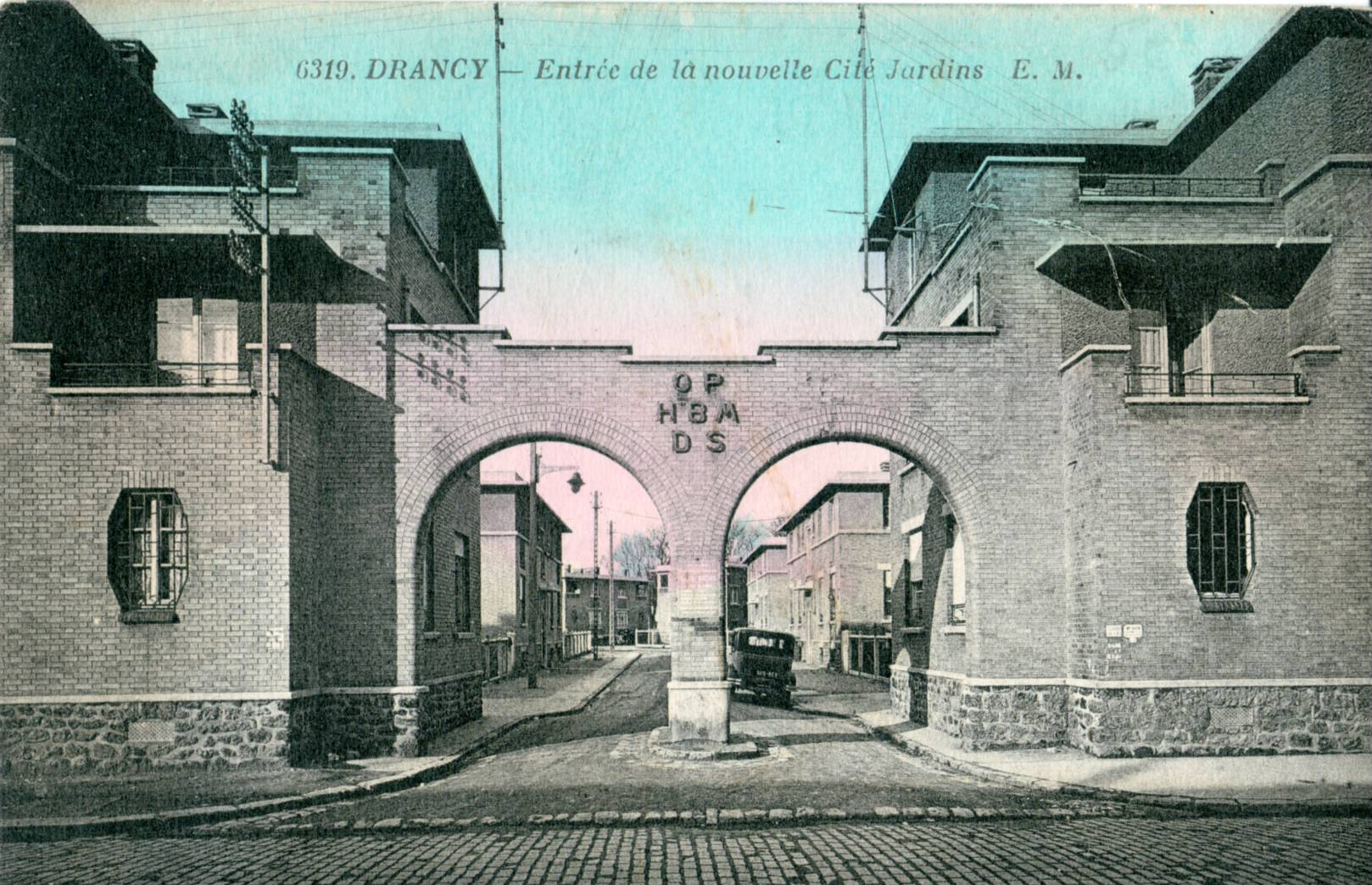
La cité-jardin de Drancy.

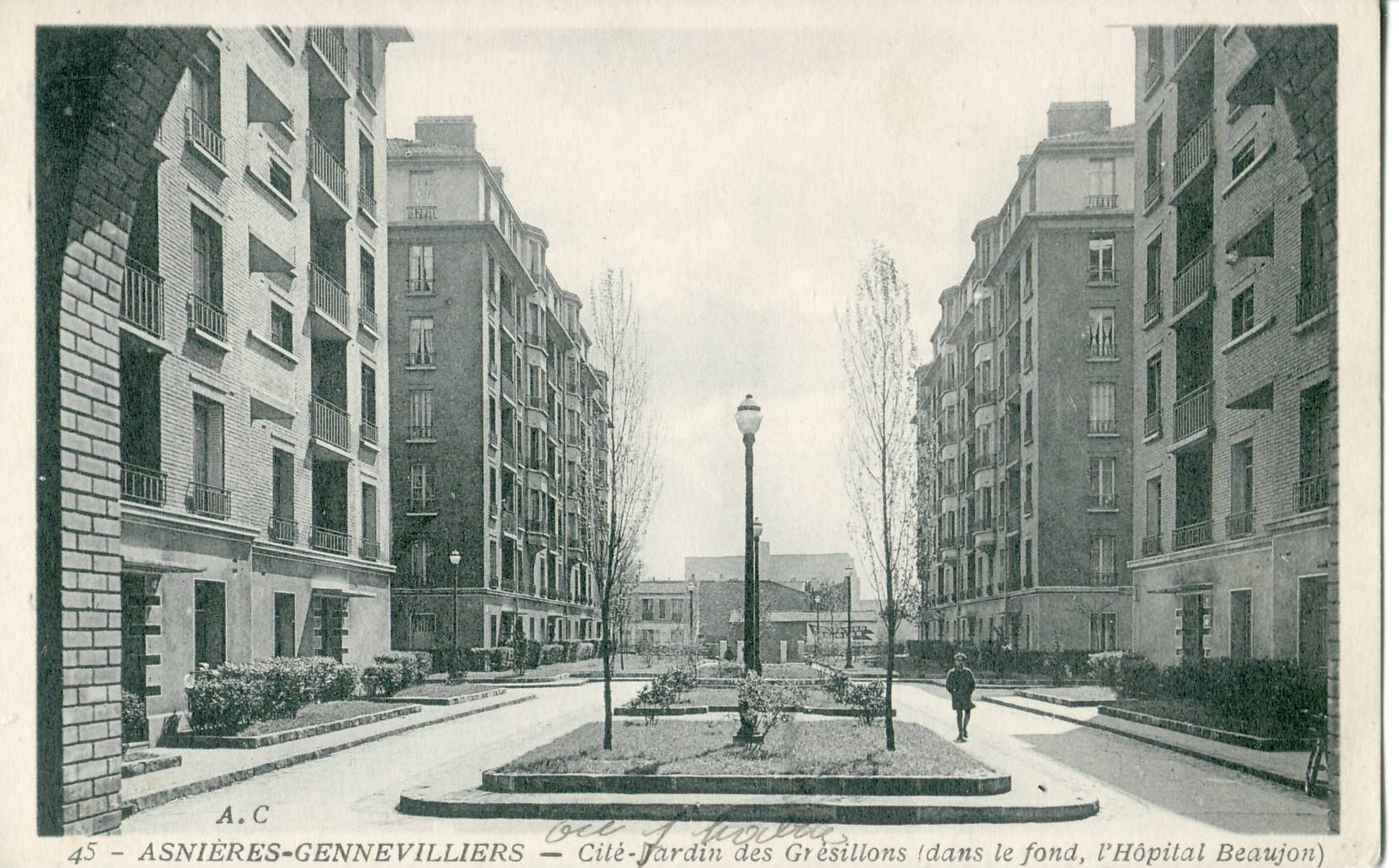
La cité-jardin des Grésillons à Asnières-sur-Seine.

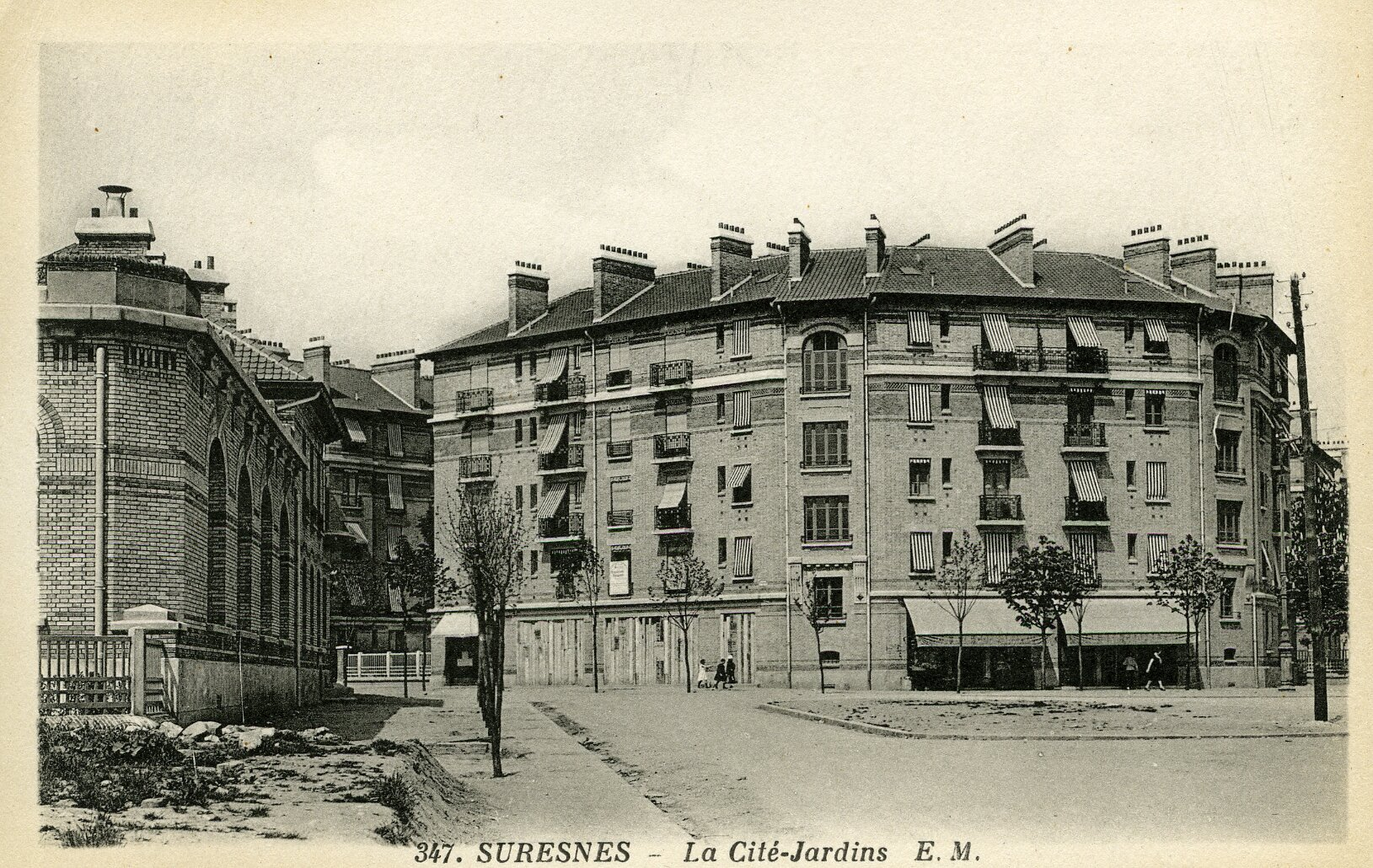
Immeubles de la cité-jardin de Suresnes dans les années 1930.

En France, une cité-jardin est selon le Service de l'Inventaire général du patrimoine culturel, un « lotissement concerté, où les habitations et la voirie s'intègrent aux espaces verts publics ou privés, et destiné généralement en France à un usage social ». Elle désigne un ensemble de logements sociaux individuels ou collectifs locatifs avec aménagement paysager et jardin autour de l'habitat. Elle comprend, dans la plupart des cas, des équipements collectifs (école, crèche, commerce, maison commune voire église), ce qui la distingue d'un simple lotissement concerté ou d'un ensemble de logements sociaux classique.
Georges Benoit-Lévy (1880-1970), juriste et journaliste de métier, à la suite d'un séjour en Angleterre à la demande du Musée social, publie son ouvrage fondateur La Cité-jardin, en 1904, préfacé par le théoricien du coopératisme Charles Gide. Il fonde la même année l'Association des cités-jardins, à laquelle adhèrent notamment l'architecte Henri Sauvage ou l'homme politique Jules Siegfried. Il contribue par ses écrits à la diffusion de ce modèle d'urbanisme en France, et y voit une solution aux problèmes chroniques de logements que connaît le pays.
Dans le bassin minier du Nord-Pas-de-Calais, la Cité Bruno à Dourges  est peut-être la première cité jardin construite en France en 1904. Les corons en sont la préfiguration dès la seconde moitié du XIXe siècle, et probablement avant .
Après que ces cités minières du Nord-Pas de Calais aient été inscrites au patrimoine mondial de l'humanité par l'UNESCO, dans le cadre de l'ERBM, plusieurs communes du Bassin Minier (Raismes, Dourges, Vieux-Condé, Noyelles-Godault) ont créé en 2022 l'« Association des cités-jardins du Bassin Minier du Nord Pas de Calais », avec la Mission Bassin Minier, le bailleur Maisons & Cités, l'association des communes minières (ACM), l'Association Régionale des cités-jardins d'Ile de France et les CAUE du Nord et du Pas-de-Calais.

### Les cités-jardins de l'Office HBM de la Seine
Les plus célèbres cités-jardins de la région parisienne sont celles réalisées à l'initiative de l'Office public d'habitations à bon marché (HBM) de la Seine, entre les Première et Seconde Guerres mondiales à l'extérieur de Paris. L'objectif était « d'édifier des agglomérations propres à assurer le décongestionnement de Paris et de ses faubourgs » selon le président de cet OPHBM, l'emblématique Henri Sellier. Une quinzaine de cités sont ainsi construites autour de Paris.
Parmi ces cités-jardins toujours existantes, on compte : 
- La cité-jardin de l'Aqueduc à Arcueil-Cachan (aujourd'hui située à Arcueil) (1921-1923) : 228 logements sous la forme de pavillons regroupés de 2 à 6 construits par l'architecte Maurice Payret-Dortail. Le projet comporte alors par ailleurs un groupe scolaire, une coopérative d'alimentation et un stade. Il subsiste encore 43 pavillons d'origine.
- La cité-jardin, rue de la République à Drancy (1921-1929) : 210 logements individuels et des logements collectifs par les architectes Joseph Bassompierre et de Paul de Rutte.
- La cité-jardin de Stains (1921-1933) : 1 634 logements (491 individuels et 1 143 collectifs) par les architectes Eugène Gonnot et Georges Albenque[8].
- La cité-jardin de Suresnes (1921-1939) : construite par les architectes Alexandre Maistrasse, Julien Quoniam, Félix Dumail et Louis Bazin, Henri Sellier étant maire de Suresnes. La cité comprend, en plus des logements collectifs et individuels (au nombre de 2 500 avant-guerre, dont 2 327 collectifs), un dispensaire, une crèche, des groupes scolaires, des équipements sportifs, des lieux de culte catholique et protestant, un théâtre, un magasin coopératif, un foyer pour célibataires et une maison pour personnes âgées. La cité comprend des commerces, une crèche, une école maternelle et une maison pour tous. Dumail puis Bazin reconstruisent des logements et agrandissent la cité (de plus de 500 logements) après la Seconde Guerre mondiale
- La cité-jardin d'Asnières-sur-Seine, située 100 avenue des Grésillons, est composée de 719 logements. Ce sont des immeubles en brique rouge, séparés d'espaces verts et construits sur les anciens champs d'épandage. L'église Saint-Jean-des-Grésillons de Gennevilliers y a été construite en 1960. Cette cité était gérée par la ville de Paris, avant son acquisition en 2020 par l'organisme de gestion Hauts-de-Seine Habitat. Ce dernier prévoit de rénover l'ensemble immobilier à partir de 2021. Les travaux devraient durer entre 5 et 6 ans, pour un budget total de 75 millions d'euros[9].
- La cité-jardin de Gennevilliers (1923-1934) : 237 pavillons individuels et 186 logements en immeubles construits par les architectes Ernest-Michel Ebrard et Félix Dumail.
- La cité-jardin du Plessis-Robinson (1924-1939) : construite par les architectes Maurice Payret-Dortail, Jean Demay, et Jean Festoc, comprenant logements individuels et collectifs (241 à la fin des années 1930), ainsi que des commerces. Une partie de la cité a été détruite[10].
- La cité-jardin du Pré-Saint-Gervais - Pantin - Les Lilas (1927-1933 puis 1947-1952) : construite par l'architecte Félix Dumail, constituée de 1 200 logements collectifs et de 56 pavillons individuels (contre 243 prévus à l'origine), essentiellement situés sur les communes de Pantin et du Pré-Saint-Gervais, entre l'avenue Jean-Jaurès et l'avenue Édouard-Vaillant. Une partie de la cité est construite à Pantin après la Seconde Guerre mondiale mais dans un style très différent, partie appelée de nos jours "cité des auteurs" (228 logements). La cité comporte comme équipements collectifs des boutiques, une école (actuelle école Jean Jaurès) et un stade. Mais le projet d'édifier en plus une maison des services sociaux, un dispensaire et un théâtre de plein air ne sera pas réalisé. La cité est partiellement protégée au titre des sites.
- La cité-jardin de Champigny-sur-Marne (1931-1933) par les architectes Pelletier et Tesseire comprenant un théâtre et une école.

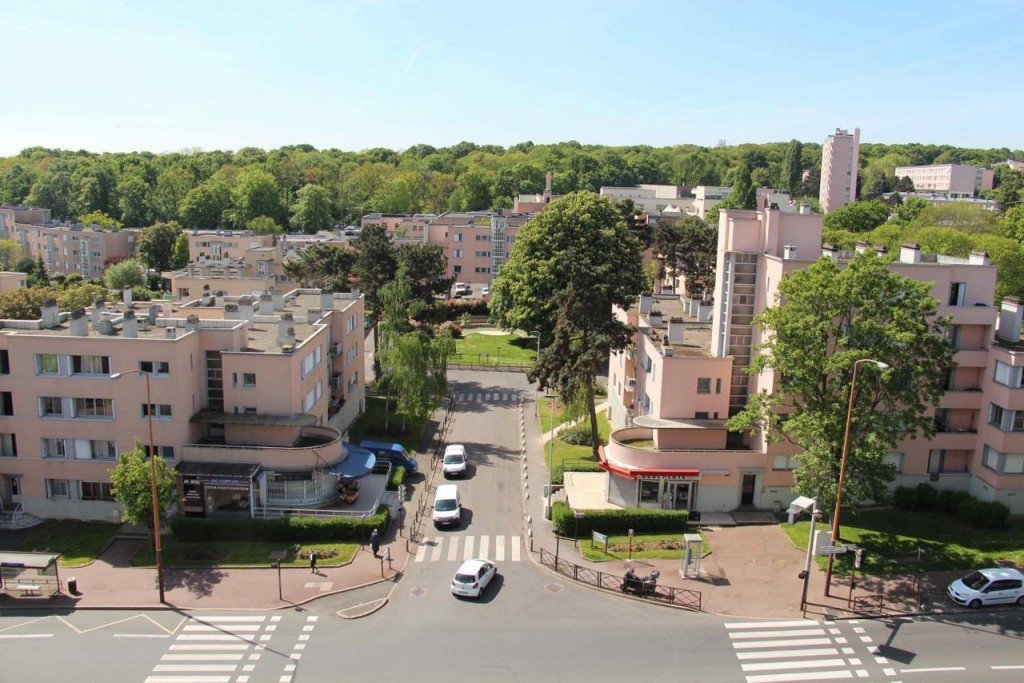
Cité-jardin de la Butte-Rouge à Châtenay-Malabry.

- La cité-jardin de la Butte-Rouge à Châtenay-Malabry (1931-1939 puis 1949-1965) : construite par les architectes Joseph Bassompierre-Sewrin, Paul Sirvin, Paul de Rutte et André Arfvidson, sur 74 hectares, en 7 tranches successives. Plus on avance dans le temps, plus les immeubles construits s'agrandissent et leur construction se préfabrique. 1 573 logements sont construits à la fin des années 1930.
- La cité-jardin de Vitry-sur-Seine (1935-1936), dite « cité-jardins du Petit-Vitry » : construite par les architectes Eugène Gonnot et Georges Albenque, se situe 176-186 avenue Rouget-de-l'Isle et 1-19 et 2-20 avenue Albert-Thomas. Morphologiquement, il s'agit plus d'un ensemble d'immeubles assez dense, desservi par une voie à l'origine fermée.

D'autres cités ont été construites par l'OPHBM de la Seine mais sont aujourd'hui détruites, car dès cette époque considérées comme provisoires. Elles étaient situées à Bagnolet (détruite dans les années 1930), Dugny (détruite pendant la Seconde Guerre mondiale), Les Lilas (détruite dans les années 1970)…
La tendance est alors à l'industrialisation des modes de construction de ces cités, et à l'évolution vers l'habitat tout collectif, dans un but de réduction des coûts. Les équipements collectifs sont de plus en plus réduits et les espaces verts rares ou inexistants. C'est le cas des réalisations de l'OPHBM à Boulogne-Billancourt, Vanves, Maisons-Alfort… L'une des dernières "cités-jardins" lancées par l'OPHBM de la Seine est la cité de la Muette à Drancy (construite par Eugène Beaudouin, Marcel Lods et Jean Prouvé entre 1931 et 1934), qui constitue en réalité une transition vers les grands ensembles, dont c'est le premier exemple en région parisienne.
Toutes les cités-jardins d'Île-de-France sont cartographiées sur la page internet de l'Association régionale des cités-jardins d'Île-de-France.

### Lescités-jardins de Reims
La question du logement ouvrier est préoccupante, et le patronat local se lance dans la construction de cités ouvrières comme celle de la verrerie Charbonneaux ou le Val des Bois avec l'entreprise textile de Léon Harmel.
Georges Charbonneaux, né à Reims, le 21 septembre 1865, décédé à Paris le 13 mars 1933, industriel et philanthrope, dont la famille avait fait fortune dans le verre et la production de vinaigre dans les Deux-Sèvres. En 1910, il accompagne Jean-Baptiste Langlet, maire de Reims, en Angleterre à Bournville, cité-jardin dans la banlieue de Birmingham, il fonde dans la foulée le Foyer Rémois avec plusieurs industriels qui appartenaient à la tradition du catholicisme social et entretenaient néanmoins des relations suivies avec la haute société protestante locale. Ainsi, il associe Joseph Krug à la création du Foyer rémois qui dès 1911, commença à Reims l'édification de logements destinés aux familles ouvrières et nombreuses. En 1912, il mène une délégation de personnalités rémoises visiter Letchworth . Commencé avant la guerre un premier projet, dans le quartier Charles Arnould (Trois Fontaines), fut abandonné. La ville de Reims a été détruite à 80 % durant la Première Guerre mondiale. La municipalité élue en novembre 1919 et son maire Charles Roche firent appel au major de l'armée américaine George Burdett Ford. Celui-ci élabora un plan de reconstruction ambitieux, le plan « Ford » retenu par le conseil municipal, le 5 février 1919, et qui prévoyait de créer une douzaine de cités-jardins, reliées entre elles par une ceinture verte de parcs destinés à séparer les quartiers d'habitation des zones industrielles. La cité-jardin du Chemin-vert est organisée avec une Maison Commune, une église, une maison pour la PMI, la formation des jeunes filles…

#### Cité-jardin des Trois Fontaines (Charles Arnould)
Les terrains étant destinés à l'origine par le plan Ford à une zone industrielle. Avec 324 logements, dans une 1re tranche, elle est moins importante que la cité du Chemin Vert. La maison commune fermée au début des années 1950 est aujourd'hui Maison des Compagnons du Devoir.

#### Cité-jardin du Chemin Vert
La plus importante et la plus aboutie. Construite par l'architecte Jacques Marcel Auburtin à l'initiative d'un groupe de patrons catholiques constitué en une société HBM : le Foyer rémois. 600 logements sont construits sur 30 hectares, dans un style régionaliste, logements répartis en 14 types de maisons, isolées ou groupées, toutes dotées d'un jardin. La cité est équipée d'écoles et de commerces et d'une maison commune abritant les bains-douches, une bibliothèque, une salle des fêtes, une école ménagère et l'administration de la cité. Elle possède surtout en son centre l'église Saint Nicaise, décorée par les peintres Gustave-Louis Jaulmes et Maurice Denis, le verrier René Lalique. La cité est toujours propriété de la même société de logement social.

#### Cité-jardin de la Maison-Blanche
Pour accorder les mêmes subventions qu'au Foyer rémois à un organisme public, la municipalité créa l'Office Public d'Habitation à bon marché, devenu OPHLM, qui entreprit, à la fin des années 1920, la construction de 600 logements dans le quartier Maison-Blanche. L'architecture basco-landaise est caractéristique des pavillons les plus anciens de la cité Maison-Blanche, organisée autour de la place du Souvenir. La moitié seulement du plan initial fut réalisé.
L'expérience des cités-jardins a marqué profondément l'urbanisme rémois au point d'en inspirer explicitement des réalisations contemporaines, comme le montrent les exemples de la ZAC du Mont Hermé à Saint-Brice-Courcelles ou Les Aquarelles à Betheny.

### Les cités-jardins duGrand-Lyon
La région lyonnaise du début du XXe siècle a vu plusieurs cités-jardins créés lors de son développement industriel. Un inventaire non exhaustif de ces ensembles comprend :
- la cité TASE de Vaulx-en-Velin,
- la Cité-jardin Berliet à Vénissieux-Saint-Priest,
- la Cité-jardin Bachut-États-unis dans le 8e arrondissement de Lyon (rues Emile Combes, Jean Sarrazin, Varichon),
- Gerland tend au modèle Cité-jardin sans en adopter l'ensemble des principes de base.
- Cité Jardin[16], Cité des États-Unis ou Cité Tony Garnier. Ensemble de 1567 logements sociaux, répartis en 12 îlots de 5 étages dont 3 immeubles de 3 étages.

### Autres réalisations
- Cité Coopérative Paris-Jardins de Draveil : C'est l'une des toutes premières cités-jardins, créée en 1911 dans le parc du château de Draveil, par la société Cité Coopérative Paris-jardins. C'est un cas particulier dans le sens où il ne s'agit pas à proprement parler de logements sociaux mais d'un lotissement concerté. Conçue par l'architecte Jean Walter, elle est la dernière cité-jardin coopérative toujours en activité : composée de 45 hectares, dont 322 propriétés et 17 hectares (parc, château et voirie). Les 17 hectares sont gérés par les 322 coopérateurs, réunis en société anonyme coopérative. C'est déjà l'ancêtre des cités d'auto-constructeurs castors[17].

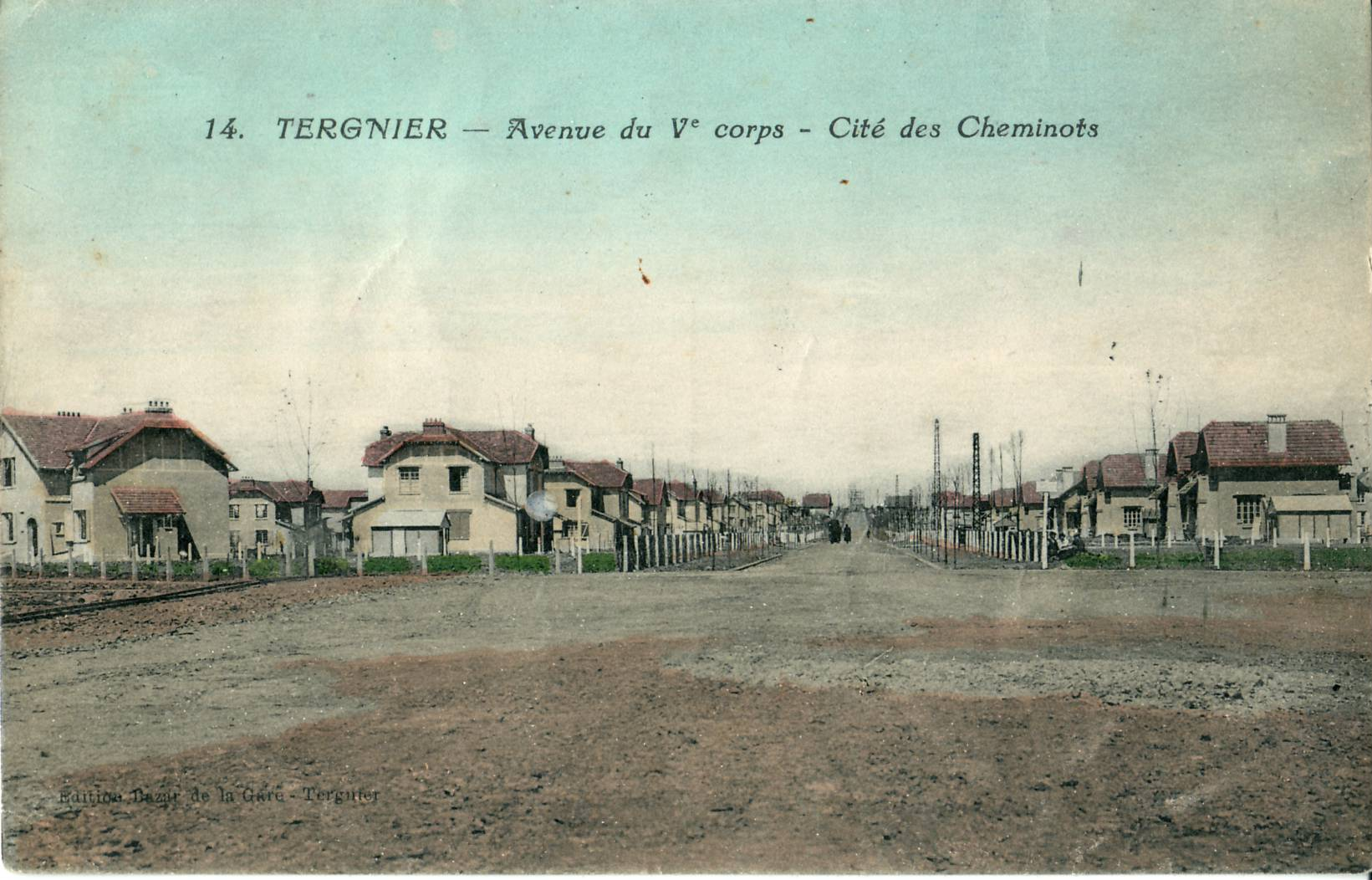
La Cité des Cheminots du Nord à Tergnier.

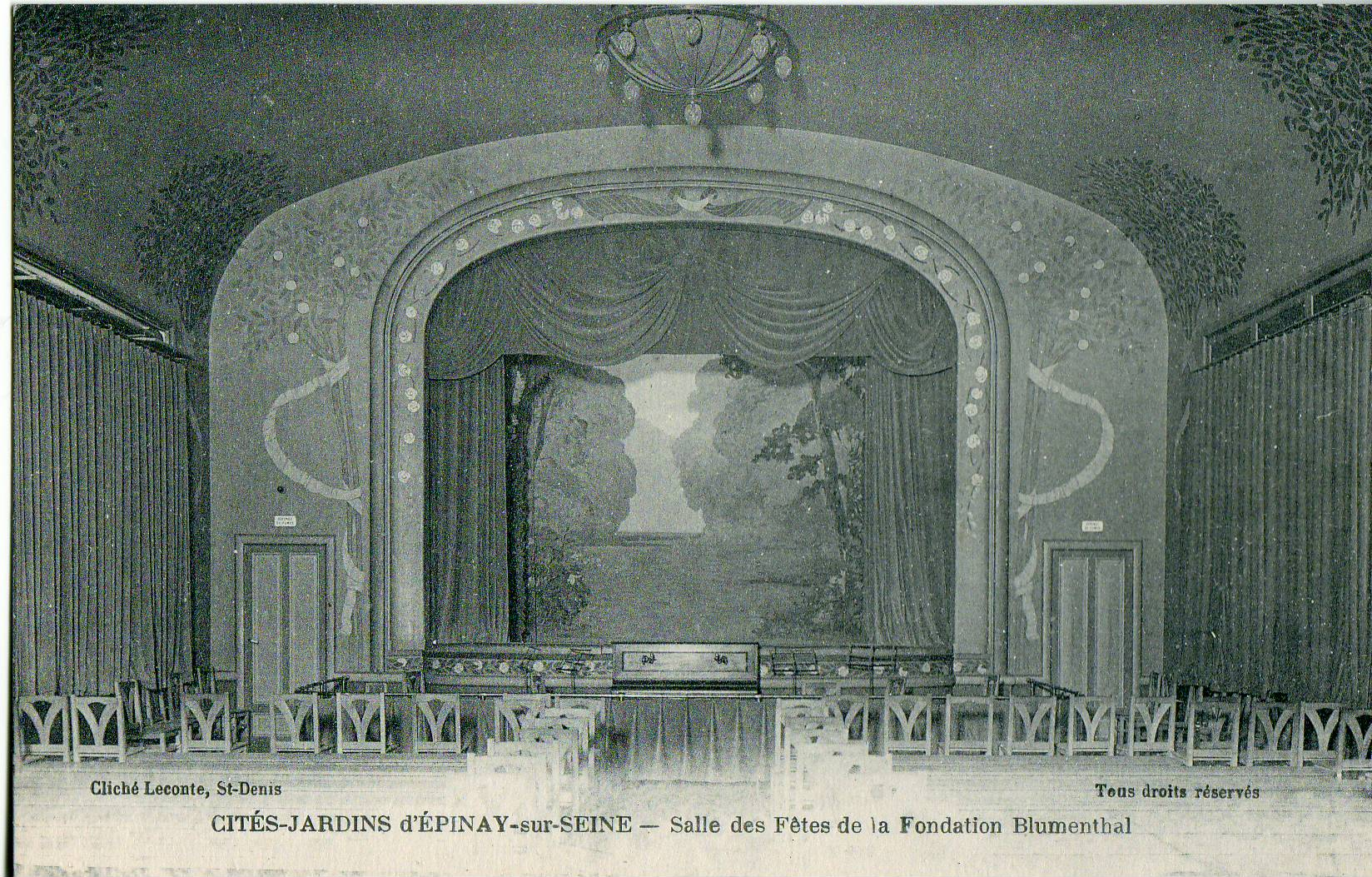
Cité-jardin d'Épinay-sur-Seine construite par la Fondation Blumenthal. Elle était dotée de cette salle de spectacle, d'un dispensaire de la Croix-rouge, récemment fermé, d'un bureau de poste…

- Les cités-jardins de la Compagnie des chemins de fer du Nord : en 1919, Raoul Dautry, ingénieur en chef, est chargé par Paul-Émile Javary, directeur de la Compagnie, de la reconstruction des voies et de l'infrastructure ferroviaire anéantie dans la partie occupée par les Allemands lors de la Première Guerre mondiale. Pour fixer la main-d'œuvre, il met en chantier la construction de cités-jardins pour loger une partie des employés à proximité des gares dont le service requiert un personnel nombreux. Raoul Dautry s'inspire pour cela des exemples développés par Georges Benoît-Levy. En 1923, on compte déjà 32 cités. Parmi celles-ci, la cité-jardin de Tergnier dans l'Aisne est la plus importante et la plus célèbre, avec 1 400 logements abritant 4 500 personnes[18].
- Cité-jardin du Stockfeld à Strasbourg (1910-1912) : Cité-jardin destinée à reloger les populations du centre-ville et réalisée par l'architecte Edouard Schimpf. Elle a été totalement rénovée en 2005[19]. (Inscrite ISMH)
- Cité-jardin Ungemach, également à Strasbourg.
- La cité jardin Jean-Jaurès, à Besançon (1925-1931):
- La cité-jardin de Saint-Just Marseille (1930) : cité-jardin construite dans les années 1930 dans le quartier Saint-Just (13e arrondissement) de Marseille. Elle est une des dernières H.B.M. (Habitations Bon Marché) de la ville, gérée par "Habitat Marseille Provence". Bon nombre de loyers sont soumis à la loi de 1948. Il faut noter que cette cité-jardin comptait une boulangerie, une boucherie, une alimentation générale, et son école maternelle il y a encore quelques années. Un concept architectural simple : un bâtiment divisé en quatre proposant deux appartements en rez-de-chaussée avec jardins et deux appartements au-dessus [20]. La politique de l'office d'H.L.M. étant de se séparer de cette cité vieillissante et non rentable, ce dernier ne propose plus à la location les logements libres. Ces derniers sont donc proposés à la vente (sans grand succès au vu des démarches) et depuis une quinzaine d'années la « cité Saint-Just » est devenue Copropriété « les Jardins de Saint-Just ».[réf. nécessaire]
- La cité-jardin de Vauzelles Varennes-Vauzelles (1920-1931) : Son édification principale s'effectua de 1921 à 1931 sous la direction de l'architecte Georges Hennequin. La C.G.C.E.M. et la compagnie de chemin de fer P.L.M. (Paris Lyon Marseille) sont à l'origine de cet ensemble comprenant notamment plus de 350 maisons, une église et deux écoles. La cité prend place sur les 70 hectares acquis par la Société Immobilière Nivernaise (SIN) en mai 1920. Dans les années 1930 la cité comptait environ 2500 habitants. La cité cheminote, en référence à la population qu'elle abritait, s'inscrit pleinement dans les préceptes de cité-jardin tels que théorisés par Ebenezer Howard. Le véritable nom de cet ensemble est cité de la Bonne Dame de l'Orme en référence à un ancien lieu de culte. Avant 1945 la plupart des rues de la cité de la Bonne Dame de l'Orme portait le nom d'une essence d'arbre.
- Cité-jardin de Beaublanc à Limoges (1924) : construit par Roger Gonthier, architecte essentiel à Limoges dans les années 1920 et resté connu pour avoir édifié la gare de Limoges-Bénédictins, l'ensemble pavillonnaire de Beaublanc se constitue de 202 logements regroupés en bâtiments uniformes possédant chacun un terrain et des équipements collectifs.
- Cité-jardin du Trait, en Seine-Maritime (1917) : conçue par l'architecte Gustave Majou et pensée également par Henri Nitot, directeur des Ateliers et Chantiers de la Seine-Maritime, entreprise du groupe Worms & Cie.
- La cité-jardin Jules Nadi de Romans-sur-Isère dans la Drôme[21] : créée sous l'impulsion de Jules Nadi Maire de Romans-sur-Isère (1919 à 1928). La mise en œuvre de la cité-jardin – Jules Nadi a été confiée à l'Office Public HLM créé à cet effet en 1920 et c'est l'urbaniste-architecte parisien Maurice Fournier qui aura la charge de cet aménagement durant la durée des travaux de 1925 à 1928. Il choisira un terrain excentré et libre, à l'époque en pleine campagne sur une surface de 6 ha et dès sa construction, 500 familles avec de nombreux enfants s'installent alors dans la Cité, quittant leurs logements insalubres en pleine ville pour le plein air, une maison, le confort. Plusieurs ouvriers de l'industrie de la chaussure ont pu bénéficier de ces logements de ville en campagne. La cité-jardin Jules Nadi comme bien d'autres est inscrite au titre du « Patrimoine du XXe siècle ». Pour la « grande histoire » dix-huit familles et des enseignants de la cité Jules-Nadi ont accueilli, protégé et scolarisé de nombreux enfants juifs jusqu'à la Libération[22].

### Des cités-jardins qui n'en sont pas
D'autres quartiers ou villes, désignés sous le terme de « cités-jardins », ne sont absolument pas des logements sociaux, mais au contraire des lotissements concertés de luxe, sans réels équipements collectifs, destinés à une clientèle aisée. Le fait que ces lotissements se trouvent au cœur d'un vaste parc paysager explique peut-être ce rapprochement d'un « modèle anglais ». En fait, ils se rapprochent plus des jardins anglais dans leur aménagement et des lotissements de luxe mis en place à l'époque au Royaume-Uni pour leur philosophie que du modèle d'Ebenezer Howard. Les deux plus célèbres exemples de ces lotissements de luxe en France sont : 
- Le Vésinet : création du Second Empire, soit bien avant les premiers textes d'Howard ;
- Le Parc de Saurupt à Nancy : créé en 1901, soit là encore avant la réelle diffusion des idées d'Howard en France.

## Les cités-jardins enBelgique
Comme en France, dans un premier temps, seule une minorité d'hommes politiques et d'urbanistes s'intéressent aux thèses développées par Ebenezer Howard. La situation change après la Première Guerre mondiale.

### Contexte
On estime alors à 200 000 le nombre de logements manquants en 1919. Le gouvernement décide donc d'une politique volontariste de construction de logement social.
L'État belge décide notamment de subventionner des coopératives de locataires pour la mise en œuvre de ces logements sociaux par l'intermédiaire des dommages de guerre allemands.
Un certain nombre de concours sont organisés dans l'immédiat après-guerre afin de proposer des modèles d'urbanisme pour ces nouveaux quartiers périphériques des villes et surtout de nouveaux modèles d'habitats avec des contraintes techniques, de coût et de confort moderne.

### Les modèles développés
Les cités-jardins belges s'inspirent dans leur forme aux modèles venus d'Angleterre et des Pays-Bas, un certain nombre d'architectes belges ayant connu l'exil dans ces pays pendant la guerre. Cependant, contrairement au modèle d'Howard, ces quartiers ne sont pas des villes autonomes, mais des banlieues résidentielles avec des équipements collectifs.
Les formes des bâtiments sont très différentes d'une cité à l'autre : on retrouve des formes très traditionnelles d'habitat de style néo rural (cité du Logis Floréal à Watermael-Boitsfort par Jean-Jules Eggericx) à des formes très modernes et avant-gardistes (comme la Cité Moderne à Berchem-Sainte-Agathe par l'architecte Victor Bourgeois).
Parmi les différentes cités-jardins construites, on peut citer : 
- la cité Batavia à Roulers : construite à partir de 1919 par les architectes Bodson et Pompe ainsi que Doom et Vermeersch (100 logements) ;
- la cité de Hautrage-Nord, dans la province de Hainaut, construite à partir de 1921 par l'architecte Antoine Pompe ;
- la cité Kleine Rusland à Zelzate construite de 1921 à 1928 par l'urbaniste Louis Van der Swaelmen et les architectes Huib Hoste, Charles Hoge et Gerald Hoge
- la cité Zuid-Australië à Lierre, en Flandre-Occidentale : construite avec une aide financière du Comité d'aide australien à partir de 1923 par l'architecte Flor Van Reeth (70 logements) ;
- la Cité Mallar, située dans le quartier des Hougnes à Verviers, en province de Liège : réalisée en 1921 par l'architecte Carlos Thirion.

Mais les cités-jardins les plus célèbres ont été implantées dans ce qui était alors la banlieue de Bruxelles.

Cités-jardins à Bruxelles.
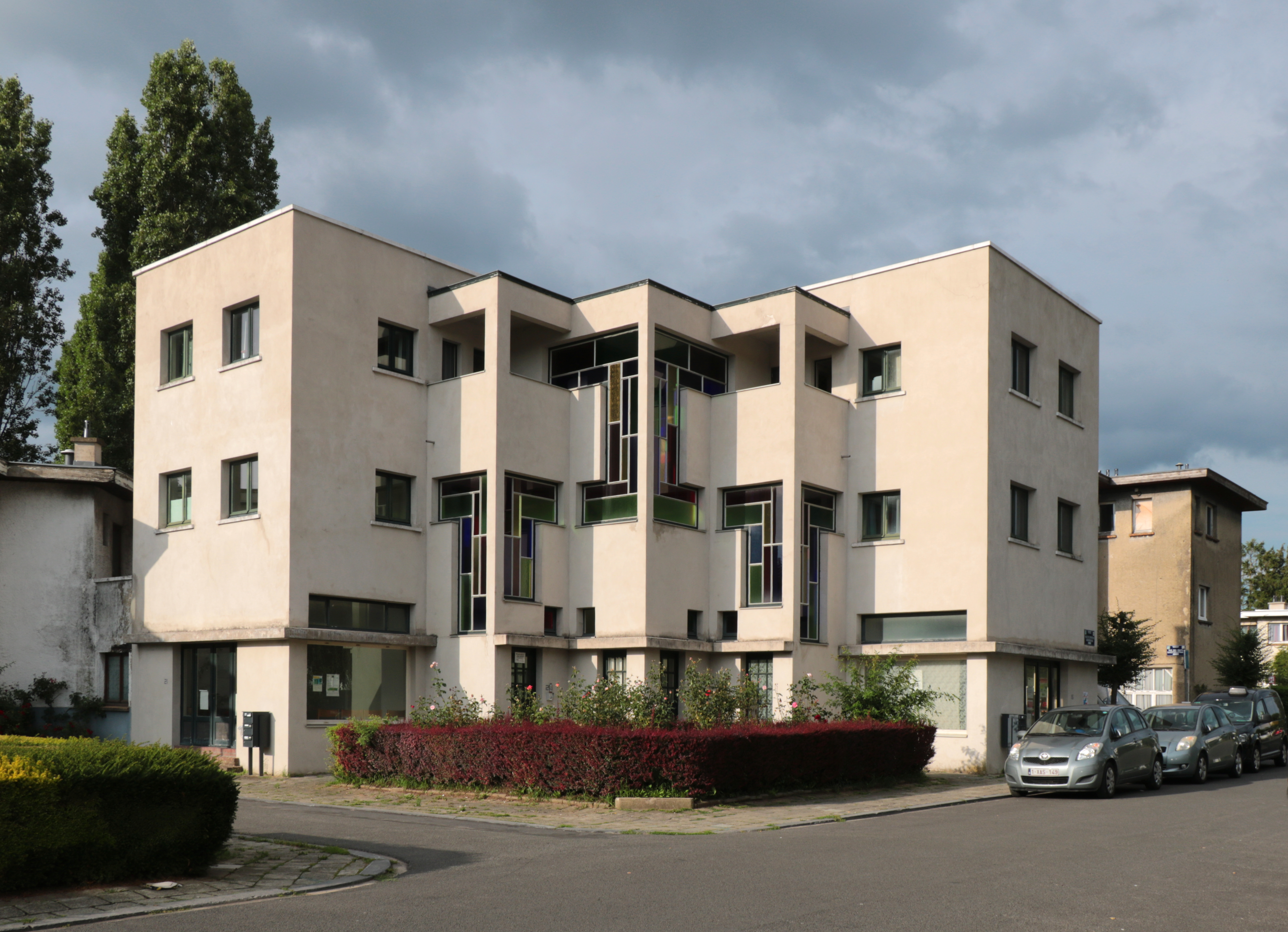
Cité Moderne - place des Coopérateurs.
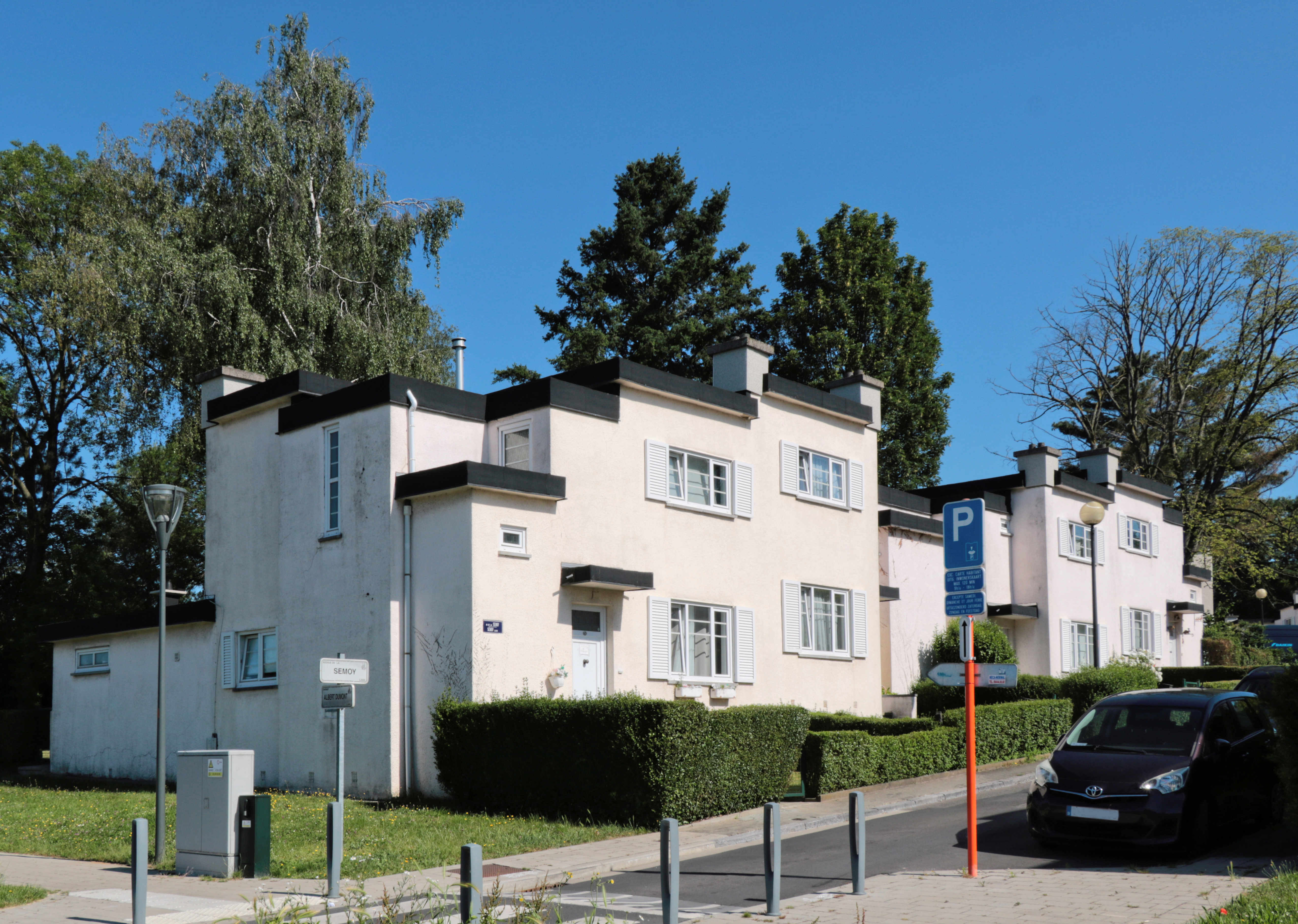
Cité-jardin du Kapelleveld - avenue de la Semoy no 58.
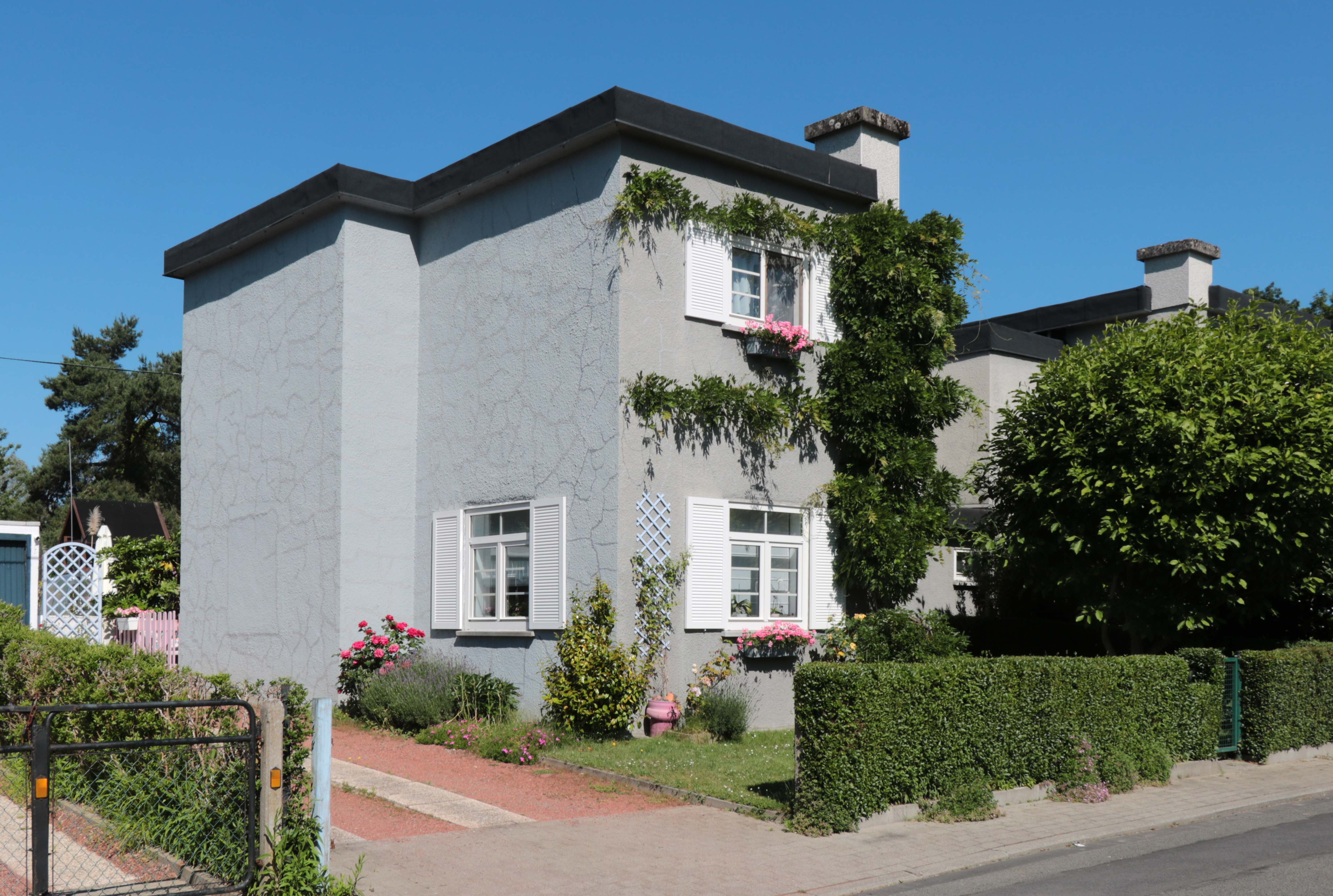
Kapelleveld - avenue du Bois Jean no 34.

### La fin des cités-jardins belges
Plusieurs facteurs concourent à abandonner ce type d'urbanisme : 
- La fin des paiements des dommages de guerre par les Allemands qui supprime un apport financier non négligeable dans les projets et qui engendre des difficultés financières aux projets déjà entamés ;
- La peur de voir se développer des "banlieues rouges", notamment autour de Bruxelles ;
- En 1930, le 3e Congrès International d'Architecture Moderne (CIAM) qui se tient à Bruxelles préconise les constructions en hauteur et rejette le modèle des cités-jardins. L'avant-garde architecturale se détourne alors de ces constructions.

## Les cités-jardins auCanada

### La cité-jardin de Montréal
La construction de la première cité-jardin québécoise débute en 1941 et se termine en 1947.

#### France
- Historique du logement social en France
- Cité-jardin du Chemin-Vert à Reims
- Cité-jardin Ungemach
- Cité-jardin Maison Blanche à Reims
- Cité-jardin de Suresnes
- Cité-jardin de la Butte-Rouge
- Cité ouvrière et cité jardin de Vauzelles (Nièvre)
- Hameau du Danube à Paris

#### Étranger
- Cité-jardin à Bruxelles